# Crematogaster bequaerti
Crematogaster bequaerti är en myrart som beskrevs av Auguste-Henri Forel 1913. Crematogaster bequaerti ingår i släktet Crematogaster och familjen myror.

## Underarter
Arten delas in i följande underarter:
- C. b. atraplex
- C. b. bequaerti
- C. b. gerardi
- C. b. ludia
- C. b. modica
- C. b. mutabilis
- C. b. semiclara